# Tohogne
Tohogne is een plaats en deelgemeente van de Belgische gemeente Durbuy. Tohogne ligt in de provincie Luxemburg en was tot 1 januari 1976 een zelfstandige gemeente.

## Demografische ontwikkeling
- Bronnen:NIS, Opm:1831 tot en met 1970=volkstellingen, 1976= inwoneraantal op 31 december

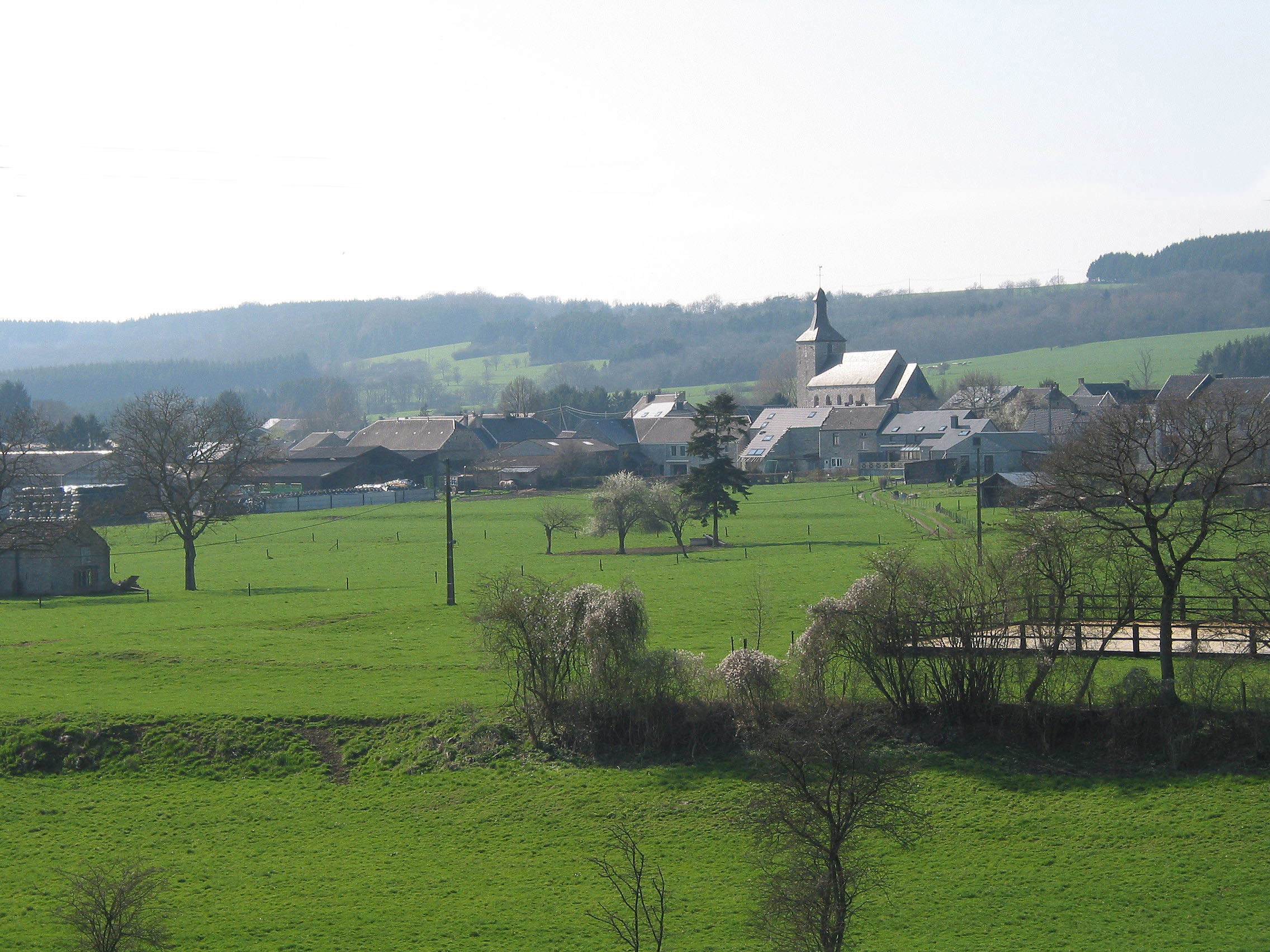
Zicht op Tohogne
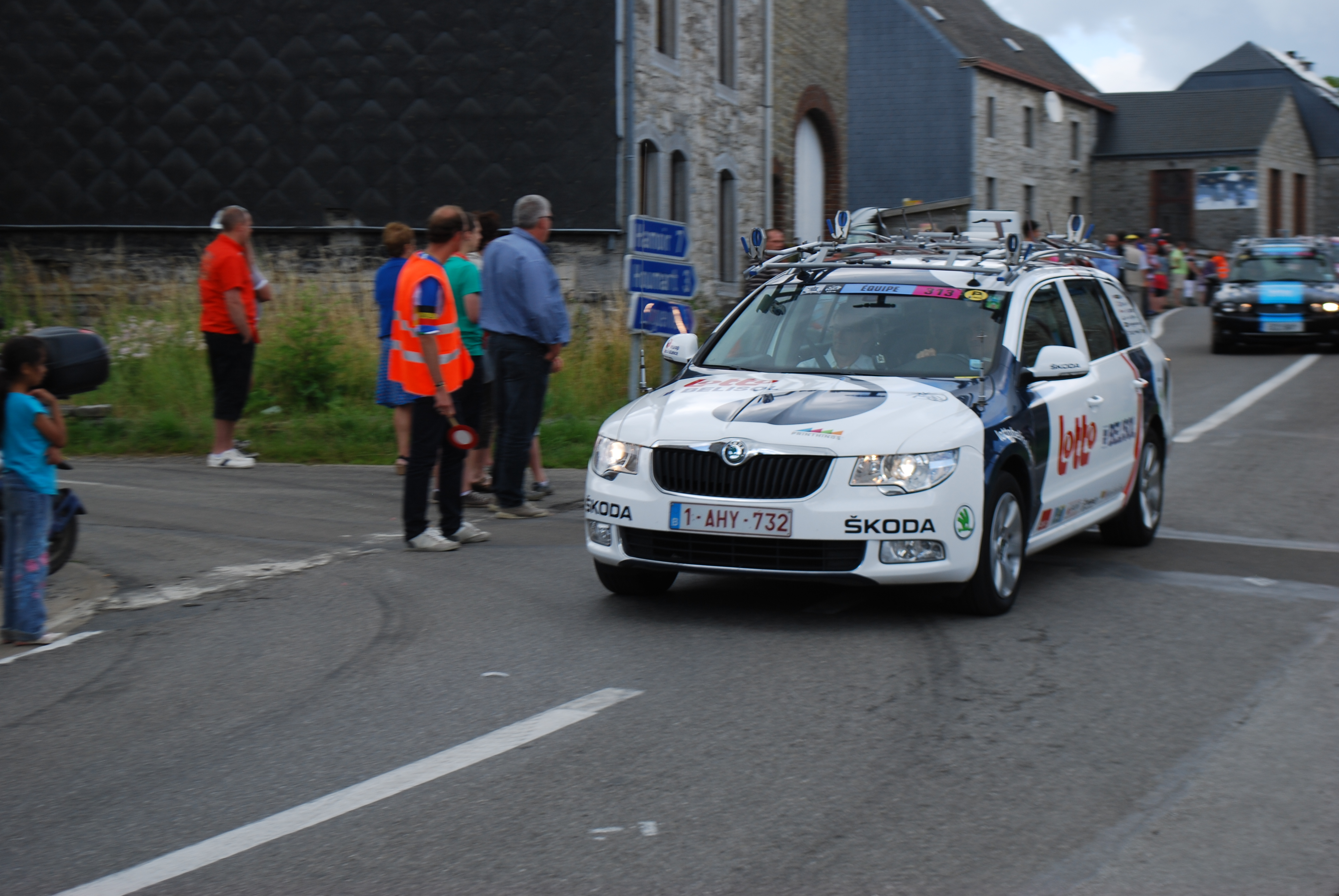
De Ronde van Frankrijk 2012 in Tohogne
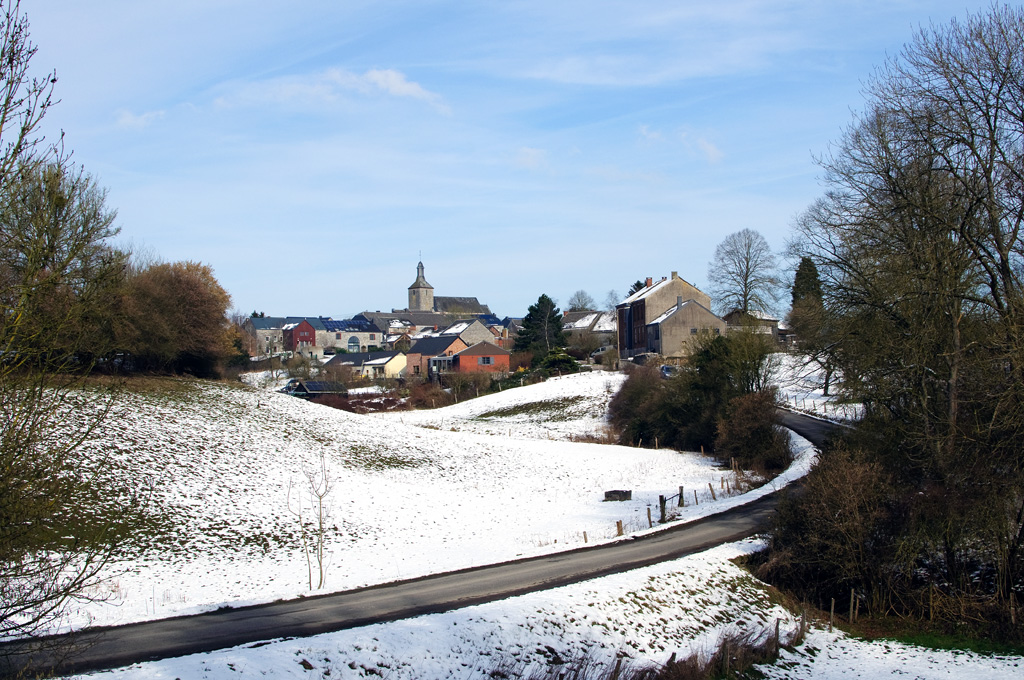
Tohogne, het dorpje onder de sneeuw
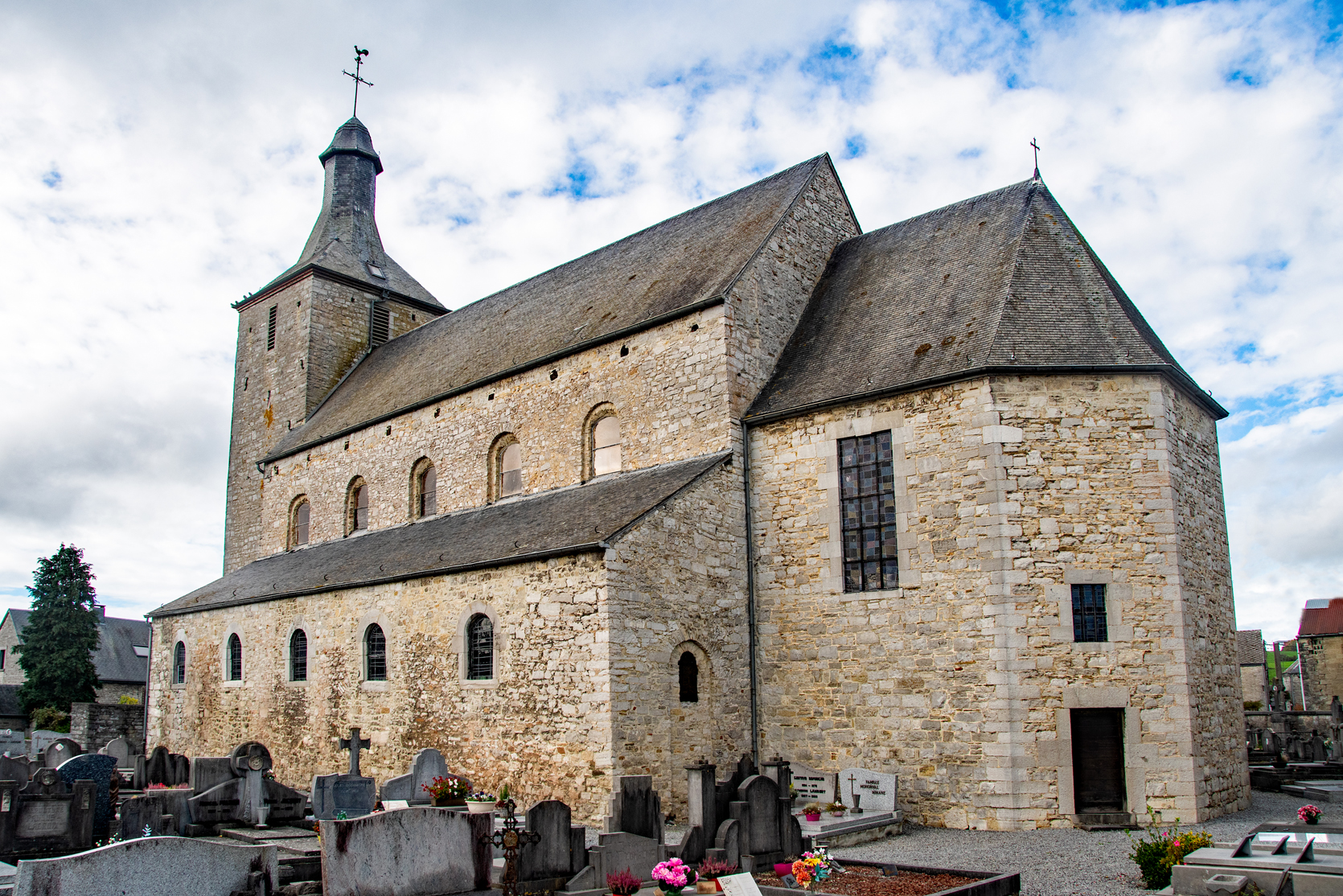
Sint-Maartenskerk en kerkhof

Deelgemeenten: Barvaux · Bende · Bomal · Borlon · Durbuy · Grandhan · Heyd · Izier · Septon · Tohogne · Villers-Sainte-Gertrude · Wéris

Overige plaatsen: Aisne · Bohon · Grande Enneille· Herbet · Hermanne · Houmart · Juzaine · Longueville · Morville · Oneux · Oppagne · Ozo · Palenge · Pas-Bayard · Petite Enneille · Petite-Somme · Petithan · Rome · Verlaine-sur-Ourthe · Warre

Belgische gemeenten · Arrondissement Marche-en-Famenne · Luxemburg · Wallonië